# بالساريني
بلدية بالسارينْيْ (بالكاتالانية: Balsareny) هي إحدى بلديات مقاطعة برشلونة، والتي تقع في منطقة كاتالونيا، شرق إسبانيا.
يبلغ عدد سكانها 3.410 نسمة وفقاً لإحصائية سنة (2007).